# Kevin Möhwald
Kevin Möhwald (Erfurt, Turingia, 3 de julio de 1993) es un futbolista alemán. Juega de centrocampista y su equipo es el K. A. S. Eupen de la Segunda División de Bélgica.

## Trayectoria
Möhwald debutó profesionalmente en diciembre de 2011 con el Rot-Weiß Érfurt en la derrota por 1-0 ante el Carl Zeiss Jena en el derbi de Turingia.
En mayo de 2018 fue anunciado su fichaje por el Werder Bremen. Tres años después se marchó al F. C. Union Berlin. En el conjunto capitalino estuvo un par de temporadas antes de seguir con su carrera en el K. A. S. Eupen.

## Selección nacional
Fue internacional con la selección de Alemania sub-20 en 2013.

## Estadísticas
Actualizado al último partido disputado el 21 de diciembre de 2024.
| Club                                                                                                  | Div.          | Temporada     | Liga  | Liga  | Copas nacionales(1) | Copas nacionales(1) | Copas internacionales(2) | Copas internacionales(2) | Total | Total |
| Club                                                                                                  | Div.          | Temporada     | Part. | Goles | Part.               | Goles               | Part.                    | Goles                    | Part. | Goles |
| --- | ------------- | ------------- | ----- | ----- | ------------------- | ------------------- | ------------------------ | ------------------------ | ----- | ----- |
| Rot-Weiß Erfurt · Alemania                                                                            | 3.ª           | 2011-12       | 5     | 0     | —                   | —                   | —                        | —                        | 5     | 0     |
| Rot-Weiß Erfurt · Alemania                                                                            | 3.ª           | 2012-13       | 35    | 2     | —                   | —                   | —                        | —                        | 35    | 2     |
| Rot-Weiß Erfurt · Alemania                                                                            | 3.ª           | 2013-14       | 28    | 2     | —                   | —                   | —                        | —                        | 28    | 2     |
| Rot-Weiß Erfurt · Alemania                                                                            | 3.ª           | 2014-15       | 35    | 8     | —                   | —                   | —                        | —                        | 35    | 8     |
| Rot-Weiß Erfurt · Alemania                                                                            | Total club    | Total club    | 103   | 12    | 0                   | 0                   | 0                        | 0                        | 103   | 12    |
| F. C. Núremberg · Alemania                                                                            | 2.ª           | 2015-16       | 27    | 1     | 3                   | 0                   | —                        | —                        | 30    | 1     |
| F. C. Núremberg · Alemania                                                                            | 2.ª           | 2016-17       | 29    | 4     | 0                   | 0                   | —                        | —                        | 29    | 4     |
| F. C. Núremberg · Alemania                                                                            | 2.ª           | 2017-18       | 31    | 7     | 3                   | 0                   | —                        | —                        | 34    | 7     |
| F. C. Núremberg · Alemania                                                                            | Total club    | Total club    | 87    | 12    | 6                   | 0                   | 0                        | 0                        | 93    | 12    |
| Werder Bremen · Alemania                                                                              | 1.ª           | 2018-19       | 23    | 3     | 4                   | 0                   | —                        | —                        | 27    | 3     |
| Werder Bremen · Alemania                                                                              | 1.ª           | 2019-20       | 1     | 0     | 1                   | 0                   | —                        | —                        | 2     | 0     |
| Werder Bremen · Alemania                                                                              | 1.ª           | 2020-21       | 27    | 5     | 3                   | 1                   | —                        | —                        | 30    | 6     |
| Werder Bremen · Alemania                                                                              | Total club    | Total club    | 51    | 8     | 8                   | 1                   | 0                        | 0                        | 59    | 9     |
| F. C. Union Berlin · Alemania                                                                         | 1.ª           | 2021-22       | 16    | 0     | 2                   | 0                   | 3                        | 0                        | 21    | 0     |
| F. C. Union Berlin · Alemania                                                                         | 1.ª           | 2022-23       | 0     | 0     | 0                   | 0                   | 0                        | 0                        | 0     | 0     |
| F. C. Union Berlin · Alemania                                                                         | Total club    | Total club    | 16    | 0     | 2                   | 0                   | 3                        | 0                        | 21    | 0     |
| K. A. S. Eupen · Bélgica                                                                              | 1.ª           | 2023-24       | 22    | 1     | 0                   | 0                   | ―                        | ―                        | 22    | 1     |
| K. A. S. Eupen · Bélgica                                                                              | 2.ª           | 2024-25       | 4     | 0     | 0                   | 0                   | ―                        | ―                        | 4     | 0     |
| K. A. S. Eupen · Bélgica                                                                              | Total club    | Total club    | 26    | 1     | 0                   | 0                   | 0                        | 0                        | 26    | 1     |
| Total carrera                                                                                         | Total carrera | Total carrera | 283   | 33    | 16                  | 1                   | 3                        | 0                        | 302   | 34    |
| (1) Incluye datos de la Copa de Alemania. (2) Incluye datos de la Liga Europa Conferencia de la UEFA. |               |               |       |       |                     |                     |                          |                          |       |       |